# Tramway vicinal d'Anvers
Le tramway vicinal d'Anvers est un ancien réseau de tramway de la Société nationale des chemins de fer vicinaux (SNCV). Exploité entre la fin du XIXe siècle et le 25 mai 1968, le réseau rayonnait autour de la ville d'Anvers.

## Histoire

### Le réseau après la guerre
| Infrastructure |                                                               |
|                | Dépôt, installation technique ou voyageurs (stations, gares). |
|                | Emprise en site indépendant.                                  |
|                | Pont en site indépendant.                                     |
|                | Voie de service ou de fret.                                   |
| Lignes         |                                                               |
|                | Ligne de la SNCV.                                             |
|                | Ligne des TAO.                                                |
|                | Section commune à la SNCV et aux TAO.                         |
| 15(18)         | Ligne (service partiel, prolongé ou variante)                 |

Liste des lignes au 1er janvier 1950 :
- 41 ⚡ Anvers Rooseveltplaats - Turnhout Grand Place
  - 40/ ⚡ Anvers Rooseveltplaats - Saint-Antoine (service partiel)
  - 40 ⚡ Anvers Rooseveltplaats - Oostmalle Station (service partiel)
- 42 ⚡ Anvers Rooseveltplaats - Lierre Gare
  - 42/ ⚡ Anvers Rooseveltplaats - Wommelgem Village (antenne et service partiel)
  - BO (TA) Broechem Station - Oostmalle Station (section non électrifiée de la précédente)
- 50 ⚡ Anvers Noorderplaats - Rumst Dépôt
  - 54 ⚡ Anvers Noorderplaats - Rumst Dépôt (variante par Reet)
  - 52 ⚡ Anvers Noorderplaats - Malines Gare (service prolongé)
- 61 ⚡ Anvers Rooseveltplaats - Schoten Frontière
  - 61/ ⚡ Anvers Rooseveltplaats - Schoten Lindenlei (service partiel)
- 63 ⚡ Anvers Rooseveltplaats - Brasschaat Polygoon
  - BW (TA) Brasschaat Polygoon - Wuustwezel Frontière (section non électrifiée de la précédente)
- 65 ⚡ Anvers Rooseveltplaats - Kapellen Gare
- 72 ⚡ Anvers Rooseveltplaats - Kapellen (Putte) Frontière
- 75 ⚡ Anvers Rooseveltplaats - Lillo
- 77 ⚡ Anvers Rooseveltplaats - Zandvliet Douane

TE ligne de tramway à traction électrique, TA ligne de tramway à traction autonome. Les indices en italique sont à titre indicatif.

### Suppression
La dernière ligne, 61 entre Anvers et Schoten est supprimée le 25 mai 1968.

## Infrastructure

### Lignes
- 41 Anvers - Turnhout ⚡ ;
- 42 Anvers - Lierre ⚡ ;
- 50 Anvers - Rumst ⚡ ;
- 53 Lierre - Rumst ⚡ ;
- 54 Anvers - Rumst ⚡ ;
- 61 Anvers - Schoten ⚡ ;
- 64 Anvers - Wuustwezel ⚡ ;
- 65 Anvers - Kapellen ⚡ ;
- 72 Anvers - Putte ⚡ ;
- 75 Anvers - Lillo ⚡ ;
- 77 Anvers - Zandvliet ⚡.

### Dépôts
| Illustration | Nom                 | Commune     | Localisation                |
| ------------ | ------------------- | ----------- | --------------------------- |
|              | Blauwhoef           | Berendrecht | 51° 19′ 11″ N, 4° 19′ 57″ E |
|              | Brasschaat Polygoon | Brasschaat  | 51° 19′ 42″ N, 4° 31′ 30″ E |
|              | Merksem             | Merksem     | 51° 14′ 49″ N, 4° 27′ 20″ E |
|              | Oostmalle           | Oostmalle   | 51° 18′ 05″ N, 4° 43′ 20″ E |
|              | Rumst               | Rumst       | 51° 04′ 44″ N, 4° 25′ 25″ E |
|              | Turnhout            | Turnhout    | 51° 19′ 19″ N, 4° 56′ 04″ E |
|              | Westmalle           | Westmalle   | 51° 17′ 49″ N, 4° 41′ 04″ E |
|              | Zandhoven           | Zandhoven   | 51° 12′ 52″ N, 4° 39′ 22″ E |

### Bâtiments voyageurs et autres bâtiments
| Illustration | Nom                 | Commune   | Localisation                | Description                                                           |
| ------------ | ------------------- | --------- | --------------------------- | --------------------------------------------------------------------- |
|              | Zandvliet (douane)  | Zandvliet | 51° 21′ 51″ N, 4° 18′ 27″ E | Bâtiments de douane pour la connexion avec la frontière néerlandaise. |
|              | Oostmalle (station) | Oostmalle | 51° 18′ 05″ N, 4° 43′ 46″ E |                                                                       |

## Matériel roulant

### Automotrices électriques
- Type S ;
- Type Standard et Standard unidirectionnel.

### Automotrices thermiques
- Type 159-183 ;
- Type 284-288.

### Remorques
- Type Standard.